# Chiang Peng-chien

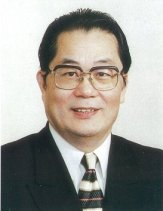
Retrato de Chiang Peng-chien

Chiang Peng-chien , chino: 江鵬堅, pinyin: Jiāng Péngjiān; Wade-Giles: Chiang Peng-chien, (Dadaocheng, 25 de abril de 1940 - 15 de diciembre de 2000), fue un abogado y político taiwanés, cofundador y primer presidente del Partido Democrático Progresista. Chiang fue elegido miembro de la Asamblea Legislativa, el órgano legislativo de la República de China (Taiwán), en 1983 y se convirtió en un miembro del Yuan de Control en 1996. 

## Biografía
Chiang Peng-chien nació el 25 de abril de 1940, en Dadaocheng, Taipéi, Taiwán. Su padre fue un zapatero de Fujian, China.
En 1955, Chiang entró en la Escuela Municipal Secundaria Jianguo en Taipéi. Posteriormente, fue aceptado en la Universidad de Taiwán, con especialización en derecho. Después de graduarse, pasó el examen de revalidación en 1964 y Chiang comenzó a practicar leyes para después de obtener el grado de maestría. 
Chiang abogó por los derechos humanos. Fundó la Asociación de Taiwán de los Derechos Humanos. En el Día de los Derechos Humanos de 1979 (10 de diciembre), los miembros de la Revista de Formosa y otros Tangwai defensores de la democracia asistieron a una manifestación. Muchos de los participantes fueron detenidos por el gobierno del Kuomintang y juzgados en un tribunal militar. Chiang defendió Lin Yi-hsiung, uno de los "Ocho de Kaohsiung".
Chiang falleció en diciembre del año 2000, víctima de cáncer de páncreas. Su viuda Peng Feng-mei donó sus escritos y libros de la Academia de Historia para su exhibición.